# 14th Street-Union Square
14th Street-Union Square è una stazione della metropolitana di New York. È costituita da tre distinte stazioni situate sulle linee BMT Broadway, BMT Canarsie e IRT Lexington Avenue, che furono collegate tra di loro nel 1948. Inoltre, nel 2005, il complesso è stato inserito nel National Register of Historic Places.
Nel 2015 la stazione è stata utilizzata da 35 320 623 passeggeri, risultando la quarta più trafficata della rete.

## Storia
La prima delle tre stazioni, quella sull'attuale linea IRT Lexington Avenue, venne inaugurata il 27 ottobre 1904, in concomitanza con l'apertura della prima linea metropolitana sotterranea di New York, gestita all'epoca dall'Interborough Rapid Transit Company. Il 4 settembre 1917 fu poi aperta la stazione sulla linea BMT Broadway, come capolinea provvisorio della prima sezione della linea. Il 21 settembre 1924 entrò quindi in servizio la stazione sulla linea BMT Canarsie. Le tre stazioni vennero infine collegate tra di loro a aprire dal 1º luglio 1948.

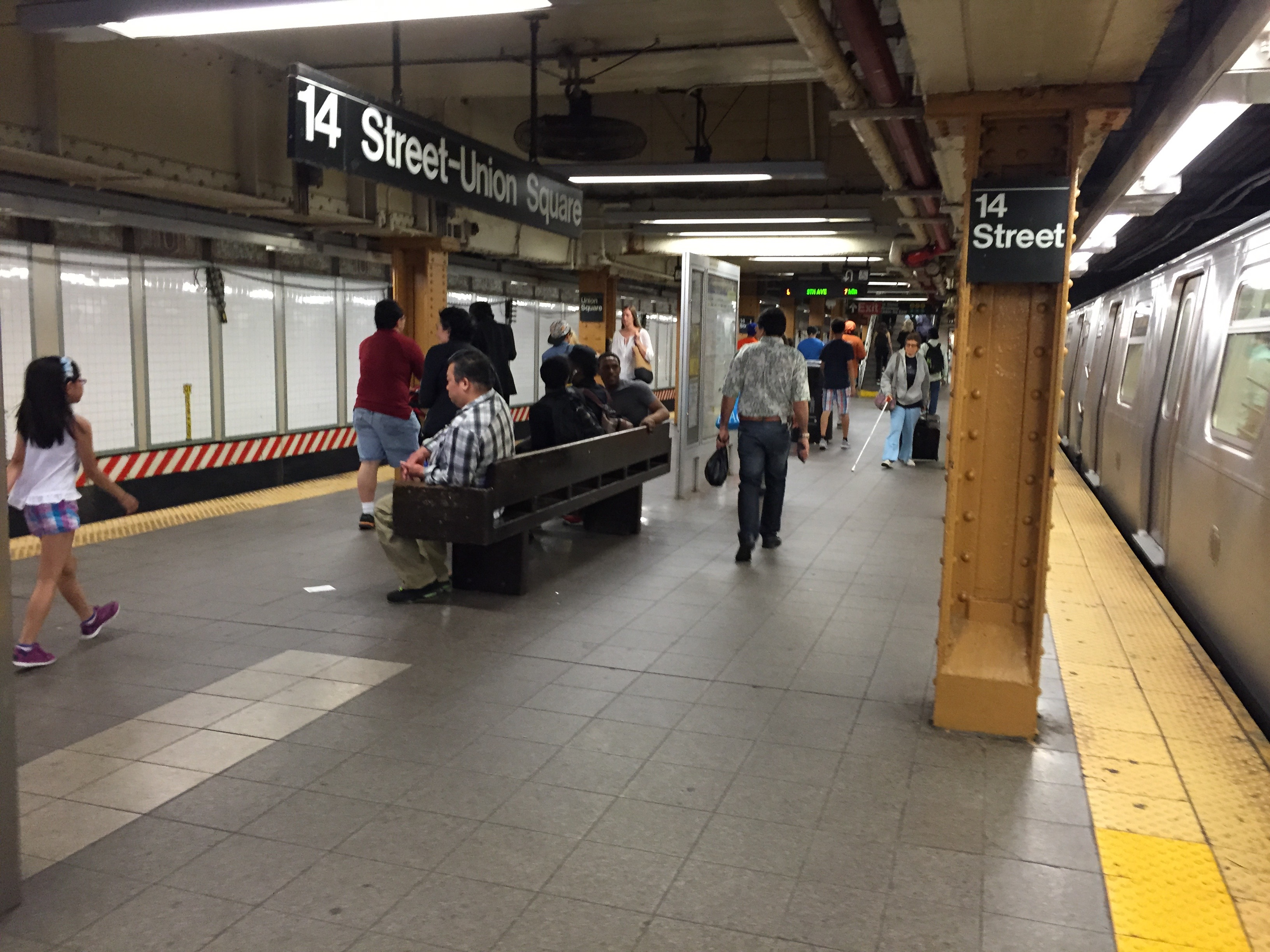
Stazione sulla linea BMT Canarsie.

Le stazioni furono successivamente più volte ristrutturate: alla fine del 1970 fu la stazione sulla linea Broadway ad essere sottoposta ad alcuni lavori da parte della Metropolitan Transportation Authority, nell'autunno del 1999 toccò alla stazione sulla linea Canarsie ed infine, nel 2002, la stazione sulla linea Broadway subì nuovi lavori di ristrutturazione.
Verso le 00.12 del 28 agosto 1991, un treno della linea 4 in transito sulla linea IRT Lexington Avenue con 216 passeggeri deragliò poco prima della stazione. Cinque persone morirono e più di 120 furono ferite, trasformandolo nel più grave incidente della rete da quello avvenuto a Times Square nel 1928. Il macchinista Robert E. Ray, colpevole di non aver frenato in tempo, venne condannato a 15 anni di prigione. L'incidente portò infine ad accelerare il processo di automazione della rete metropolitana; la stessa linea Canarsie, che serve la stazione, è dotata di communication based train control.

## Strutture e impianti
La stazione sulla linea IRT Lexington Avenue è una stazione sotterranea con quattro binari e quattro banchine, due ad isola e due laterali. Le banchine laterali sono attualmente inutilizzate, quelle ad isola, essendo leggermente curve, sono invece dotate di gap filler per colmare il divario tra la banchina e il treno. In particolare, questi gap filler sono automatizzati e si estendono automaticamente prima dell'arrivo del treno, tuttavia, non essendo a filo con la banchina rendo questa stazione non accessibile. È posizionata sotto Park Avenue.
La stazione sulla linea BMT Broadway è invece una stazione con quattro binari e due banchine ad isola. È situata direttamente sotto Union Square Park, ad un profondità di circa 9 metri. Negli anni 1970, questa stazione è stata rinnovata, modificandone l'aspetto originario attraverso la sostituzione delle piastrelle e dei mosaici d'epoca e delle lampade a incandescenza con piastrelle moderne e lampade fluorescenti. I rivestimenti originari sono stati poi ripristinati con la ristrutturazione del 2002, che portò anche all'installazione di un nuovo sistema sonoro per gli annunci, di nuove luci e nuove indicazioni e rese la stazione accessibile.
Infine, la stazione sulla linea BMT Canarsie è una stazione sotterranea con due binari ed una banchina ad isola. Nel 1999, la stazione è stata profondamente ripulita, riportando alla luce i colori originari, e sottoposta ad alcuni lavori che l'hanno resa accessibile. È posta sotto l'incrocio tra 14th Street e Broadway.

## Movimento
La stazione è servita dai treni di nove services della metropolitana di New York:
- Linea 4 Lexington Avenue Express, sempre attiva;[14]
- Linea 5 Lexington Avenue Express, sempre attiva, tranne di notte;[15]
- Linea 6 Lexington Avenue and Pelham Local, sempre attiva;[16]
- Linea 6 Lexington Avenue Local and Pelham Express, attiva solo nelle ore di punta nella direzione di picco;[16]
- Linea L 14th Street-Canarsie Local, sempre attiva;[17]
- Linea N Broadway Express, sempre attiva;[18]
- Linea Q Broadway Express, sempre attiva;[19]
- Linea R Broadway Local, sempre attiva, tranne di notte;[20]
- Linea W Broadway Local, attiva solo nei giorni feriali esclusa la notte.[21]

## Servizi
Come già detto, solo le stazioni sulle linee BMT Broadway e BMT Canarsie sono accessibili. Le stazioni sulle linee Canarsie e Lexington Avenue sono inoltre dotate di indicatori di tempo. Infine, a aprire dal 2013, nel mezzanino sono presenti anche piccoli negozi.
- Biglietteria a sportello
- Biglietteria automatica
- Negozi

## Interscambi
La stazione è anche servita da diverse autolinee gestite da NYCT Bus.
- Fermata autobus